# 利西夫卡 (安德魯紹夫卡區)
50°1′21″N 29°3′35″E / 50.02250°N 29.05972°E
利西夫卡（烏克蘭語：Лісівка），是烏克蘭北部的村莊，隸屬日托米爾州的別爾季切夫區。該村面積13.5平方公里，海拔高度220米，2001年人口732，人口密度每平方公里54.22人。